# Riserva naturale di Sjaunja

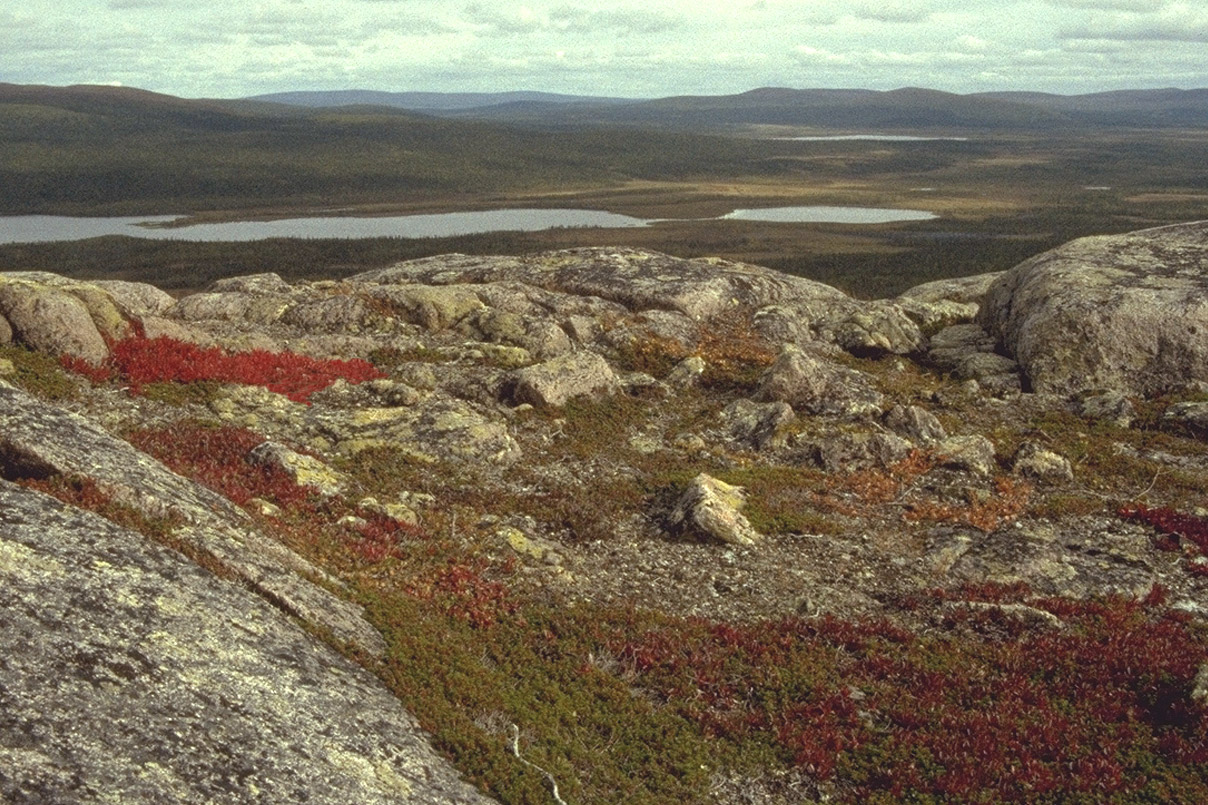
Vista verso sud dal Saaivajaure nella riserva naturale di Sjaunja.

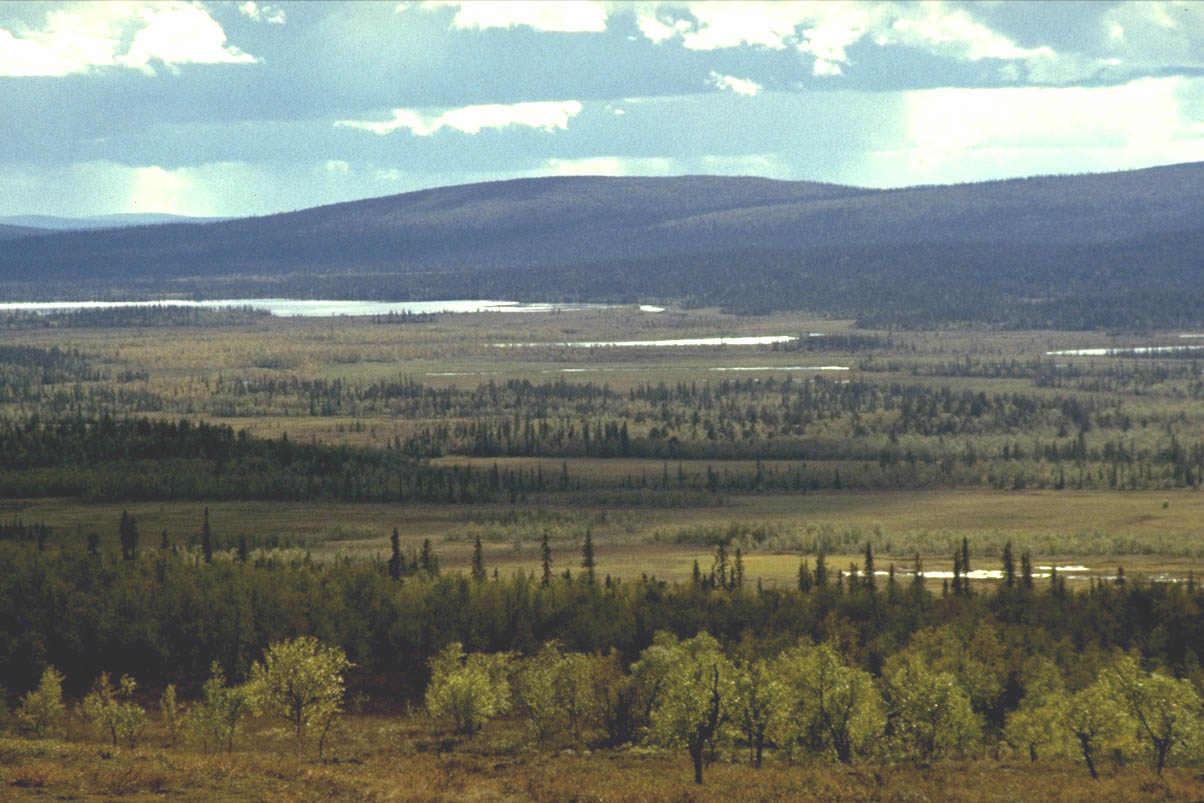
Veduta della torbiera di Sjaunja Ape dal pendio del massiccio del Tjuolpuk verso sud.

La riserva naturale di Sjaunja è una riserva naturale di 285.000 ettari situata nella Lapponia svedese, circa 60 km a nord del circolo polare. La sua superficie è compresa tra i fiumi Lule a sud e Kaitum a nord. È delimitata ad est dalla linea ferroviaria Inlandsbanan e ad ovest dal parco nazionale di Stora Sjöfallet. Nei suoi punti più estesi misura 110 km da est ad ovest e 45 km da nord a sud. Secondo l'Agenzia svedese per la protezione dell'ambiente, Sjaunja è la seconda area selvaggia ancora completamente incontaminata e priva di sentieri del paese. Ad est della montagne ricoperte dalla tundra (fjäll), che costituiscono solo una piccola parte della riserva, l'area è costituita da una pianura coperta di torbiere e laghi, dalla quale sporgono solo alcune cime arrotondate al di sopra della linea degli alberi. Il punto più alto della riserva è il Kårsatjåkka (1730 m). Sjaunja è la traslitterazione svedese del nome sami Sjávnnjá.

## Geografia
Istituita nel 1988, la seconda riserva naturale più grande della Svezia comprende vaste aree di foresta primigenia di pini e abeti rossi (40-50.000 ha), torbiere, boschi di betulle e fjäll (tundra di montagna) e presenta il più vasto complesso di torbiere dell'Europa settentrionale e occidentale. La vegetazione, fatta eccezione per i boschi e le torbiere, è costituita principalmente da prati subalpini. Sjaunja, assieme ai parchi nazionali e alle riserve naturali di Padjelanta, Sarek, Stora Sjöfallet, Muddus, Stubba e Tjuolda, fa parte del sito patrimonio dell'umanità denominato «Area lappone».
La riserva naturale si trova nella zona subpolare. Il clima è quindi continentale con grandi escursioni termiche tra estate e inverno. Il manto nevoso in inverno è generalmente sottile.
Nessun altro santuario naturale della Svezia ospita una fauna così diversificata. A Sjaunja si riproducono più di 150 specie diverse di uccelli, circa la metà delle quali sono specie tipiche delle zone umide. Il cigno selvatico trova qui il suo sito di nidificazione più importante in Europa. Tra le altre specie presenti ricordiamo l'oca granaiola, la pesciaiola, lo svasso cornuto, il croccolone, il frullino, l'aquila di mare, l'aquila reale e la pispola golarossa, oltre allo zigolo boschereccio che vive nelle foreste paluduse.
Nella riserva vivono 25 specie di mammiferi, un numero insolitamente elevato. Tra gli altri vanno citati l'orso bruno, la lince euroasiatica, il ghiottone, la lontra e l'arvicola rossastra. Di tanto in tanto, singoli esemplari di lupo, ormai divenuto molto raro in Scandinavia, migrano qui dalla penisola russa di Kola.

## Popolazione
L'unica attività consentita nella zona è l'allevamento delle renne, in quanto Sjaunja è un'importante area di pascolo per due comunità di pastori di renne sami (sameby). Gli insediamenti sami si trovano esclusivamente ai margini esterni della riserva. All'interno non vi sono né case né strade.

## Turismo
Il celebre sentiero naturalistico svedese Kungsleden passa attraverso l'estremità occidentale dell'area. Qui si trovano le capanne del campeggio di Teusajaure, le uniche costruzioni dell'intera riserva. Nella parte centrale, Sjaunja è completamente inaccessibile, in quanto non vi sono sentieri segnalati, ponti o rifugi notturni. La maggior parte dei sentieri segnati sulle carte topografiche non esiste più. Per le condizioni sopra ricordate, i trekking di più giorni sono molto rischiosi. Di solito l'area viene percorsa in canoa lungo il fiume Sjaunjaätno in estate e attraverso una serie di sentieri predeterminati per motoslitte in inverno.

## Stato di protezione
Oltre allo status di protezione nazionale di riserva naturale, l'integrità dell'area come patrimonio naturale dell'umanità è assicurata da cinque ulteriori status di protezione vincolanti a livello internazionale:
- Zona umida di rilevanza internazionale secondo la Convenzione di Ramsar;
- «Important Bird Area» secondo la principale organizzazione internazionale per la protezione degli uccelli, BirdLife International;
- «Specially Protected Area» secondo la Direttiva Uccelli della UE;
- Area «Natura 2000» secondi la Direttiva Habitat della UE;
- Parte del patrimonio naturale e culturale mondiale dell'UNESCO «Area lappone».